# 富谷市立明石台小学校
富谷市立明石台小学校（とみやしりつ あかいしだいしょうがっこう）は、宮城県富谷市明石台五丁目にある公立小学校。

## 沿革
- 2015年（平成27年）4月 - 生徒数増加に伴い、富谷町立東向陽台小学校（当時）より分離・開校[1]。富谷市で初めて屋内運動場の屋上にプールを設けた学校となる。
- 2016年（平成28年）10月10日 - 富谷市制施行にともない現校名へ変更。

## 学区
明石台三丁目、四丁目、五丁目、六丁目（27番地以降）、九丁目

## 卒業後
- 富谷市立東向陽台中学校へ進学する。

## 校歌
- 校歌は、作詞は詩人の谷川俊太郎、作曲はピアニストの谷川賢作が行った。[2]